# Samuel Eto’o

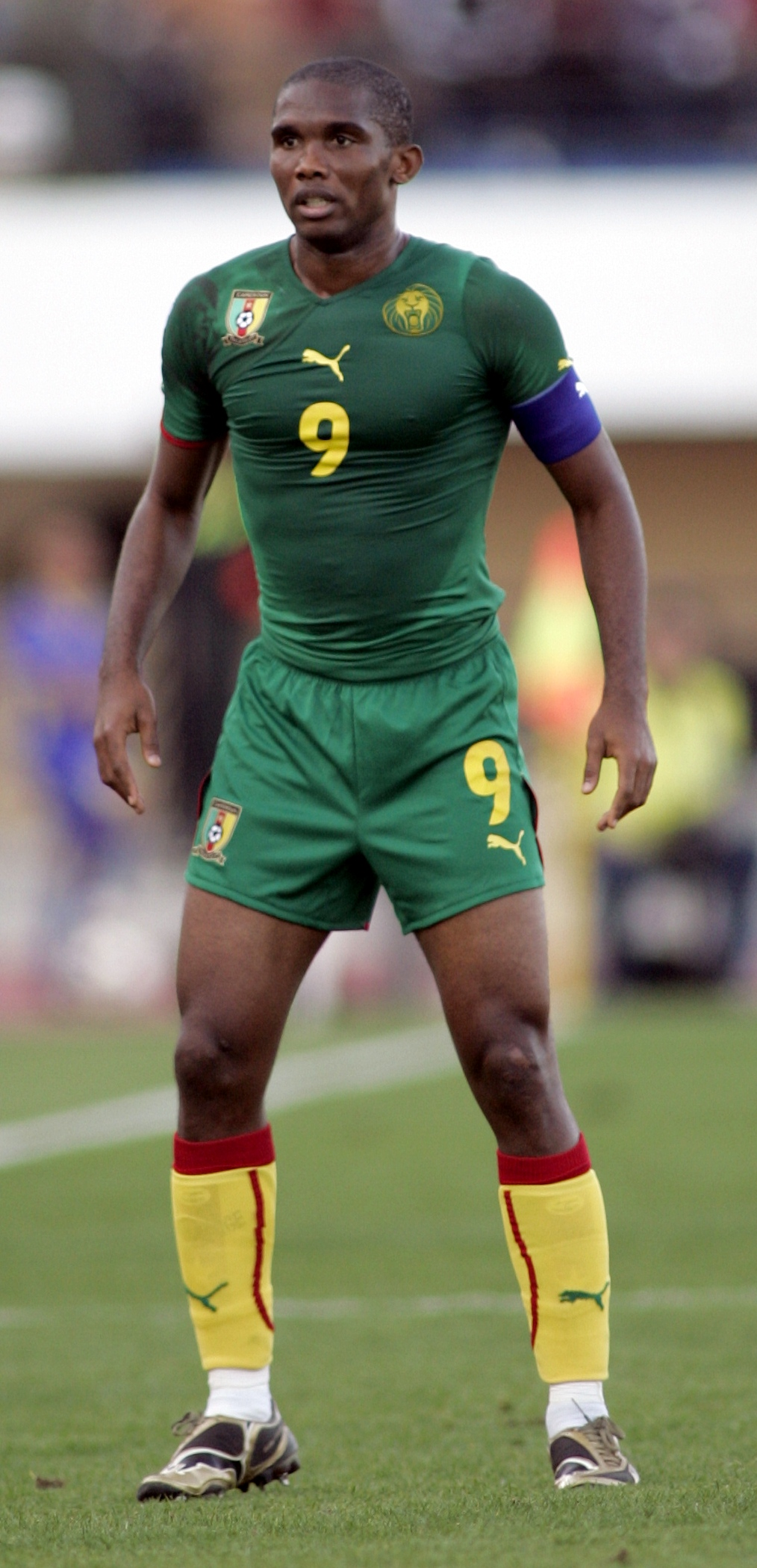
Samuel Eto’o w reprezentacji Kamerunu.

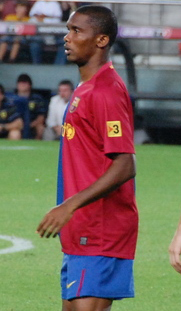
Eto’o, jako zawodnik FC Barcelona.

Samuel Eto’o Fils (wym. [samɥɛl eto fis]; ur. 10 marca 1981 w Duali) – kameruński piłkarz, który występował na pozycji napastnika. Były reprezentant Kamerunu (rekordzista pod względem liczby strzelonych bramek w kadrze narodowej – 56), złoty medalista igrzysk olimpijskich w Sydney w 2000 roku, trzykrotny finalista Pucharu Narodów Afryki (2000, 2002 i 2008), uczestnik czterech turniejów finałowych mistrzostw świata (1998, 2002, 2010 i 2014). Uznawany za jednego z najlepszych piłkarzy afrykańskich. Czterokrotnie wybierany Piłkarzem Roku Afryki (2003, 2004, 2005 i 2010). W swojej karierze występował m.in. w Realu Madryt, FC Barcelona, Interze Mediolan, Evertonie, Chelsea i UC Sampdoria. Od grudnia 2021 roku jest prezesem Kameruńskiej Federacji Piłkarskiej.

## Kariera klubowa

### Początki
Jest wychowankiem akademii piłkarskiej Kadji Sport Academies w Duali, w której występował w latach 1992–1996. W 1996 roku, mając 15 lat przeniósł się do akademii Realu Madryt, z którym podpisał sześcioletni kontrakt i w tym samym roku rozpoczął treningi w drużynie B tego klubu (Real Madryt Castilla). W sezonie 1996/1997 Real Madryt Castilla zajął 18. miejsce w Segunda División i spadł do niższej klasy. Z uwagi na fakt, że w hiszpańskiej III lidze nie mogli wówczas występować piłkarze spoza państw Unii Europejskiej, Eto’o, nie mając szans na włączenie do kadry pierwszego zespołu „Królewskich”, musiał opuścić Real. W związku z tym w sezonie 1997/1998 został wypożyczony do II-ligowego CD Leganés, a w 1999 roku do RCD Espanyol, w którym na skutek nieporozumień z trenerem zagrał tylko jedno oficjalne spotkanie ligowe. Sytuacja nie uległa poprawie nawet po mistrzostwach świata 1998, w których wystąpił jako najmłodszy zawodnik turnieju. Niechciany w Madrycie został po raz kolejny wypożyczony – tym razem do RCD Mallorca – gdzie grał aż do wygaśnięcia kontraktu z Realem.

### RCD Mallorca
W sezonie 2003/2004 RCD Mallorca sięgnęła po Puchar Króla, pokonując w finale Recreativo Huelva. Jednak problemy finansowe tego klubu i słaba postawa w całym sezonie - w efekcie czego zespół cudem utrzymał się w Primera Division - spowodowały, że napastnik zaczął poważnie myśleć nad zmianą barw klubowych. Uhonorowany tytułem Najlepszego Piłkarza Afryki 2003 mógł spokojnie czekać na oferty europejskich potentatów. Po czterech latach gry w zespole z Majorki, Eto’o stał się jego najlepszym strzelcem w historii pierwszoligowych występów zaliczając 54 trafienia. Skuteczność napastnika przyciągnęła uwagę klubu FC Barcelona, który potrzebował dobrego napastnika. Także Liverpool i Real Madryt chciały sprowadzić tego zawodnika. Jednak mający pierwszeństwo w negocjacjach Real, który wciąż posiadał 50 procent udziałów Kameruńczyka, zrezygnował z walki, gdyż Eto’o nie posiadał paszportu Unii Europejskiej.

### FC Barcelona
Ostatecznie latem 2004 roku Eto’o zasilił szeregi Barcelony stając się pierwszym Kameruńczykiem, występującym w tym klubie. Suma odstępnego wynosiła 24 miliony euro i rozdzielona została po równo między Mallorcę i Real.
Z drużyną Barcelony zdobył Mistrzostwo Hiszpanii (trzykrotnie), Superpuchar Hiszpanii. W 2006 i 2009 triumfował z Barceloną w Lidze Mistrzów, sukces ten powtórzył także w 2010 w barwach Interu.

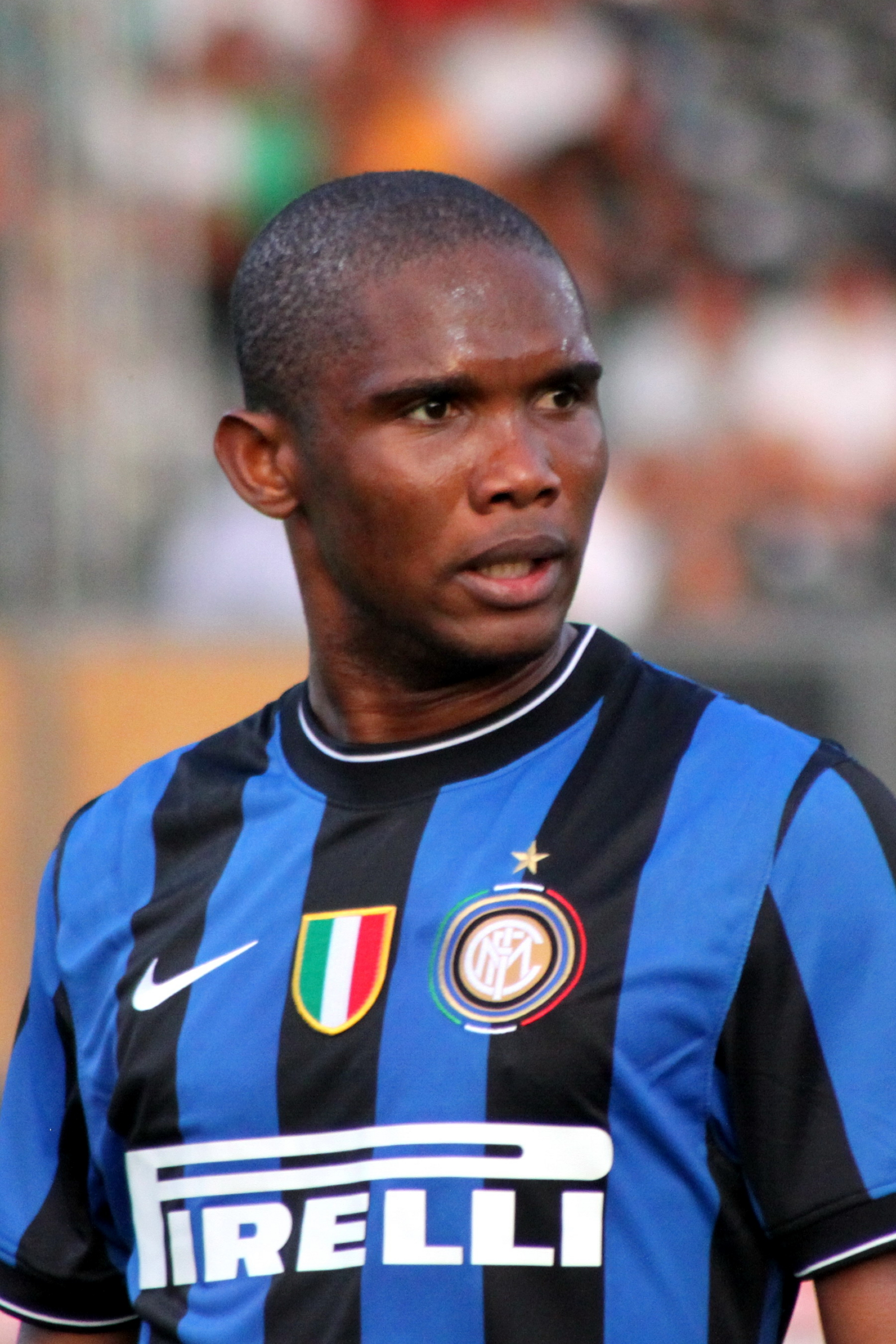
Samuel Eto’o w barwach Interu Mediolan.

### Inter Mediolan
W lipcu 2009 roku przeszedł do włoskiego Interu Mediolan. W nowej drużynie zadebiutował 30 lipca 2009 roku w sparingowym meczu z AS Monaco. Inter wygrał tamto spotkanie 1:0. Kameruńczyk stwierdził, iż „szybko wpasował się w tę grupę zawodników i doskonale rozumie się z Diego Milito”.

### Anży Machaczkała
Po dwóch latach gry we Włoszech, w sierpniu 2011 roku media donosiły o zaawansowanych rozmowach w sprawie przejścia piłkarza do rosyjskiego klubu Anży Machaczkała. 23 sierpnia 2011 roku rosyjski klub potwierdził, że oba kluby osiągnęły porozumienie w sprawie transferu. Według informacji Kameruńczyk będzie najlepiej zarabiającym piłkarzem świata z kontraktem wartym około 15-20 milionów euro rocznie. W nowej drużynie zadebiutował 27 sierpnia 2011 roku w spotkaniu z FK Rostów. Pojawił się na boisku w 58. minucie, a w 80. minucie zdobył wyrównującego gola (mecz zakończył się remisem 1:1).
.

### Chelsea
29 sierpnia 2013 roku Eto’o podpisał roczny kontrakt z Chelsea. 14 września 2013 roku zadebiutował w przegranym 0:1 meczu ligowym przeciwko Evertonowi. 19 stycznia 2014 roku zaliczył pierwszego hat tricka w wygranym przez Chelsea 3:1 meczu z Manchesterem United.

### Everton
26 sierpnia 2014 roku podpisał dwuletni kontrakt z Evertonem.

### UC Sampdoria
27 stycznia 2015 roku podpisał 3,5-letni kontrakt z UC Sampdoria.

### Antalyaspor
W czerwcu 2015 roku podpisał trzyletni kontrakt z Antalyasporem. W grudniu 2015 został tymczasowo grającym trenerem tego klubu.

### Konyaspor
31 stycznia 2018 roku związał się dwuipółletnim kontraktem z Konyasporem po przedwczesnym rozwiązaniu umowy z Antalyasporem za obopólną zgodą.

### Qatar SC
Na początku sierpnia 2018 roku polubownie rozstał się z Konyasporem, a następnie podpisał kontrakt z Qatar SC.

## Kariera reprezentacyjna

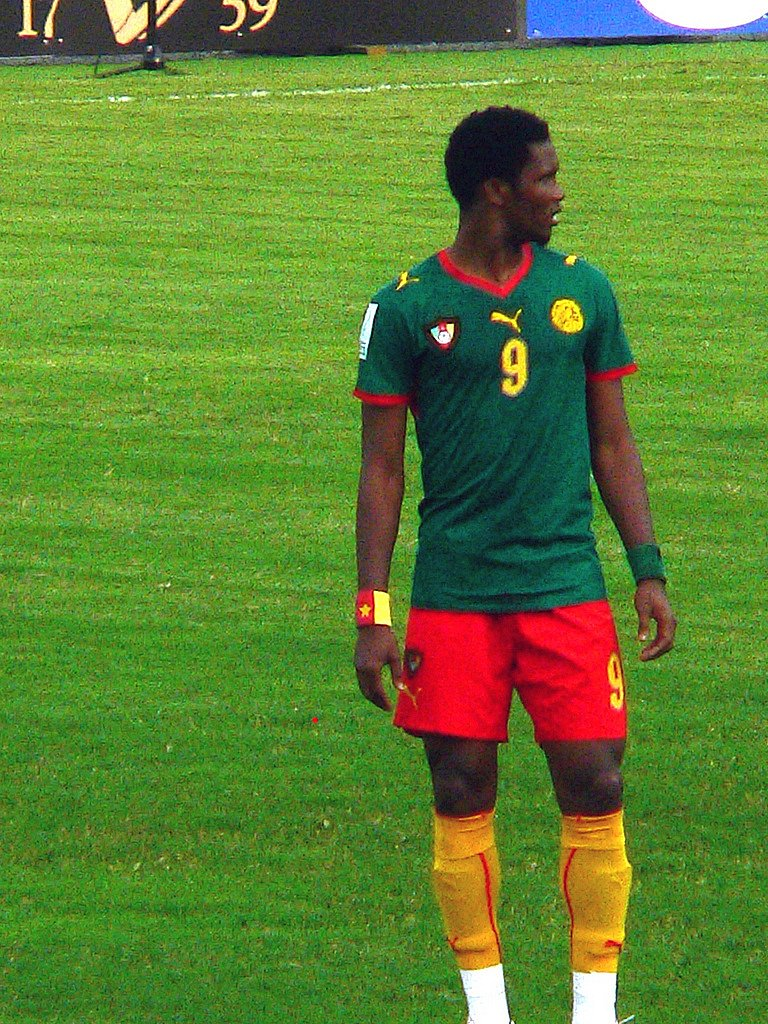
Eto'o w reprezentacji Kamerunu

W seniorskiej kadrze narodowej swojego kraju Samuel Eto’o zadebiutował na dzień przed 16. urodzinami – 9 marca 1997 roku w San José, w przegranym 0:5 towarzyskim spotkaniu z Kostaryką. W 1998 roku został - przez selekcjonera Claude’a Le Roya - powołany na mistrzostwa świata we Francji. Na tym turnieju zadebiutował 17 czerwca 1998 roku, w wieku 17 lat i 3 miesięcy, podczas przegranego 0:3 meczu fazy grupowej z Włochami i był to jego jedyny występ na tej imprezie. 22 stycznia 2000 roku, zremisowanym 1:1 meczem z Ghaną, zadebiutował w Pucharze Narodów Afryki, a 6 dni później - w wygranym 3:0 spotkaniu z Wybrzeżem Kości Słoniowej - zdobył swą pierwszą bramkę w kadrze narodowej. W 2000 roku został zwycięzcą Pucharu Narodów Afryki i złotym medalistą igrzysk olimpijskich w Sydney. Pierwszą mundialową bramkę zdobył w czasie mistrzostw świata w Korei i Japonii – 6 czerwca 2002 roku w meczu przeciwko Arabii Saudyjskiej. W 2002 roku triumfował także w Pucharze Narodów Afryki. W grudniu 2011 roku Kameruńska Federacja Piłkarska zawiesiła Eto’o na 15 spotkań, karząc go tym samym za udział w strajku reprezentantów kraju, który doprowadził do odwołania towarzyskiego meczu z Algierią 15 listopada 2011 roku. Zawieszenie piłkarza wywołało falę krytyki ze strony władz państwowych, co spowodowało zmniejszenie kary przez tamtejszą federację piłkarską z 15 do 4 meczów.
We wrześniu 2013 roku po grupowym zwycięstwie w eliminacjach do mistrzostw świata w Brazylii nad Libią niespodziewanie Eto’o przekazał informację kolegom, że kończy grę w barwach narodowych. Jak twierdził sam Eto’o przyczyną takiego zachowania były sprawy rodzinne.
W październiku 2013 roku po długich namowach prezydenta kraju Paula Biyii, Eto’o powrócił do reprezentacji narodowej, na mecz barażowy o mistrzostwa świata 2014 przeciwko Tunezji. 27 sierpnia 2014 roku ogłosił zakończenie reprezentacyjnej kariery. Jego bilans osiągnięć w drużynie narodowej zamknął się na 56 golach w 118 meczach.

## Statystyki klubowe
Źródło:
| Kluby                 | Sezon              | Ligi krajowe | Ligi krajowe | Puchary krajowe | Puchary krajowe | Kontynentalne | Kontynentalne | Inne  | Inne | Razem | Razem |
| Kluby                 | Sezon              | mecze        | gole         | mecze           | gole            | mecze         | gole          | mecze | gole | mecze | gole  |
| --------------------- | ------------------ | ------------ | ------------ | --------------- | --------------- | ------------- | ------------- | ----- | ---- | ----- | ----- |
| CD Leganés            | 1997/1998          | 28           | 3            | 2               | 1               | 0             | 0             | –     | –    | 30    | 4     |
| Real Madryt           | 1998/1999          | 1            | 0            | 0               | 0               | 0             | 0             | –     | –    | 1     | 0     |
| RCD Espanyol          | 1998/1999          | 0            | 0            | 1               | 0               | 0             | 0             | –     | –    | 1     | 0     |
| Real Madryt           | 1999/2000          | 2            | 0            | 0               | 0               | 3             | 0             | 1     | 0    | 6     | 0     |
| RCD Mallorca          | 1999/2000          | 13           | 6            | 0               | 0               | –             | –             | –     | –    | 13    | 6     |
| RCD Mallorca          | 2000/2001          | 28           | 11           | 5               | 2               | –             | –             | –     | –    | 33    | 13    |
| RCD Mallorca          | 2001/2002          | 30           | 6            | 1               | 1               | 9             | 3             | –     | –    | 40    | 10    |
| RCD Mallorca          | 2002/2003          | 30           | 14           | 6               | 5               | 0             | 0             | –     | –    | 36    | 19    |
| RCD Mallorca          | 2003/2004          | 32           | 17           | 2               | 0               | 7             | 4             | 2     | 1    | 43    | 22    |
| RCD Mallorca          | Łącznie            | 133          | 54           | 14              | 8               | 16            | 7             | 2     | 1    | 165   | 70    |
| FC Barcelona          |                    |              |              |                 |                 |               |               |       |      |       |       |
| 2004/2005             | 37                 | 25           | 1            | 0               | 7               | 4             | –             | –     | 45   | 29    |       |
| 2005/2006             | 34                 | 26           | 0            | 0               | 11              | 6             | 2             | 2     | 47   | 34    |       |
| 2006/2007             | 19                 | 11           | 2            | 1               | 3               | 1             | 3             | 0     | 27   | 13    |       |
| 2007/2008             | 18                 | 16           | 3            | 1               | 7               | 1             | –             | –     | 28   | 18    |       |
| 2008/2009             | 36                 | 30           | 4            | 0               | 12              | 6             | –             | –     | 52   | 36    |       |
| Łącznie               | 144                | 108          | 10           | 2               | 40              | 18            | 5             | 2     | 199  | 130   |       |
| Inter Mediolan        | 2009/2010          | 32           | 12           | 2               | 1               | 13            | 2             | 1     | 1    | 48    | 16    |
| Inter Mediolan        | 2010/2011          | 35           | 21           | 4               | 5               | 10            | 8             | 4     | 3    | 53    | 37    |
| Inter Mediolan        | 2011/2012          | 0            | 0            | 0               | 0               | 0             | 0             | 1     | 0    | 1     | 0     |
| Inter Mediolan        | Łącznie            | 67           | 33           | 6               | 6               | 23            | 10            | 6     | 4    | 102   | 53    |
| Anży Machaczkała      | 2011/2012          | 22           | 13           | 1               | 0               | 0             | 0             | –     | –    | 23    | 13    |
| Anży Machaczkała      | 2012/2013          | 25           | 10           | 3               | 2               | 16            | 9             | –     | –    | 41    | 21    |
| Anży Machaczkała      | 2013/2014          | 6            | 2            | 0               | 0               | 0             | 0             | –     | –    | 6     | 2     |
| Anży Machaczkała      | Łącznie            | 53           | 25           | 4               | 2               | 16            | 9             | 0     | 0    | 73    | 36    |
| Chelsea               | 2013/2014          | 21           | 9            | 3               | 0               | 9             | 3             | 2     | 0    | 35    | 12    |
| Everton               | 2014/2015          | 14           | 3            | 1               | 0               | 4             | 1             | 1     | 0    | 20    | 4     |
| UC Sampdoria          | 2014/2015          | 18           | 2            | –               | –               | –             | –             | –     | –    | 18    | 2     |
| Antalyaspor           | 2015/2016          | 31           | 20           | 1               | 0               | –             | –             | –     | –    | 32    | 20    |
| Antalyaspor           | 2016/2017          | 30           | 18           | 9               | 0               | –             | –             | –     | –    | 30    | 18    |
| Antalyaspor           | 2017/2018          | 15           | 6            | 0               | 0               | –             | –             | –     | –    | 15    | 6     |
| Antalyaspor           | Łącznie            | 76           | 44           | 1               | 0               | 0             | 0             | 0     | 0    | 77    | 44    |
| Konyaspor             | 2017/2018          | 17           | 6            | 1               | 0               | –             | –             | –     | –    | 18    | 6     |
| Qatar SC              | 2018/2019          | 17           | 6            | 6               | 4               | –             | –             | 3     | 1    | 23    | 10    |
| Łącznie w karierze    | Łącznie w karierze | 587          | 293          | 46              | 22              | 111           | 48            | 20    | 8    | 764   | 371   |
| Stan na 24 marca 2020 |                    |              |              |                 |                 |               |               |       |      |       |       |

## Osiągnięcia
RCD Mallorca
- Puchar Króla: 2002/2003

FC Barcelona
- Mistrzostwo Hiszpanii: 2004/2005, 2005/2006, 2008/2009
- Puchar Króla: 2008/2009
- Superpuchar Hiszpanii: 2005, 2006
- Liga Mistrzów: 2005/2006, 2008/2009

Inter Mediolan
- Mistrzostwo Włoch: 2009/2010
- Puchar Włoch: 2009/2010
- Superpuchar Włoch: 2010
- Liga Mistrzów: 2009/2010
- Klubowe mistrzostwo świata: 2010

Reprezentacja Kamerunu
- Puchar Narodów Afryki: 2000, 2002
- Wicemistrzostwo Pucharu Narodów Afryki: 2008
- Wicemistrzostwo Pucharu Konfederacji: 2003
- Igrzyska Olimpijskie: 2000

Osiągnięcia indywidualne
- Król strzelców Pucharu Narodów Afryki: 2006, 2008
- Król strzelców Pucharu Włoch: 2010/2011
- Król asyst Liga Mistrzów: 2005/2006
- Młody piłkarz w Afryce: 2000
- Afrykański Piłkarz Roku: 2003, 2004, 2005, 2010
- Trofeo Pichichi: 2005/2006
- Napastnik roku według UEFA: 2005/2006
- Złota Piłka Klubowych mistrzostw świata: 2010
- Napastnik roku według UEFA: 2005/2006
- MVP Priemjer-Liga: 2012/2013
- Golden Foot: 2015
- Nagroda za całokształt kariery Globe Soccer Awards: 2016
- Drużyna sezonu według ESM: 2004/2005, 2005/2006, 2008/2009, 2010/2011
- Drużyna roku według FIFPro: 2005, 2006
- Drużyna roku UEFA: 2005, 2006
- Drużyna roku CAF: 2005, 2006, 2008, 2009, 2010, 2011

## Zakończenie kariery i dalsza działalność
7 września 2019 roku ogłosił zakończenie kariery piłkarskiej.
11 grudnia 2021 roku został wybrany na prezesa Kameruńskiej Federacji Piłkarskiej.

## Życie prywatne
Ma dwóch młodszych braci: Davida-Pierre’a Eto’o i Etienne’a Eto’o, którzy również są piłkarzami. Jest katolikiem.
6 lipca 2007 roku w Paryżu wziął ślub ze swoją długoletnią partnerką Georgette, z którą ma troje dzieci: Sienę, Maelle i Etienne’a.
17 października 2007 roku otrzymał hiszpańskie obywatelstwo.
20 czerwca 2022 został skazany na 22 miesiące pozbawienia wolności oraz 1,8 mln dolarów grzywny za oszustwa podatkowe w latach 2006–2009, którymi pilotował jego ówczesny agent José María Mesalles który również został skazany na 22 miesiące więzienia.